# Белых, Иосиф Назарович
Ио́сиф Наза́рович Бе́лых (1892—1959) — заместитель командира 2-й гвардейской ордена Ленина дважды Краснознамённой ордена Богдана Хмельницкого кавалерийской дивизии 1-го гвардейского Краснознамённого Житомирского имени Совнаркома Украинской ССР кавалерийского корпуса 1-го Украинского фронта, гвардии полковник.

## Биография
Родился 27 сентября (10 октября) 1892 года в селе Комаров, в крестьянской семье. Украинец. Окончил сельскую школу. Работал в родном селе.
В Красной гвардии с 15 ноября 1917. В Красной Армии с 20 апреля 1918 года. Участник 1-й мировой и Гражданской войн. Член РКП(б)/ВКП(б)/КПСС с 1920 года. В 1926 году окончил Киевскую объединённую военную школу, а в 1933 году — курсы усовершенствования командного состава. Участник Великой Отечественной войны с июня 1941 года.
Заместитель командира 2-й гвардейской ордена Ленина дважды Краснознамённой ордена Богдана Хмельницкого кавалерийской дивизии (1-й гвардейский кавалерийский корпус, 1-й Украинский фронт) гвардии полковник Иосиф Белых с первым эшелоном дивизии 29 января 1945 года под огнём неприятеля форсировал реку Одер севернее польского города Ратибор (ныне — Рацибуж).
После переправы, гвардии полковник Белых И. Н. грамотно и умело руководил захватом плацдарма на левом берегу Одера, чем способствовал переправе и дальнейшему наступлению частей 1-го гвардейского Краснознамённого Житомирского имени Совнаркома Украинской ССР кавалерийского корпуса.
Затем отважный офицер-кавалерист участвовал в форсировании реки Шпре (Шпрее), и овладении германским городом Ортранд.
К 22 апреля 1945 года 2-я гвардейская кавалерийская дивизия вышла с боями к реке Эльба в районе города Риза, разгромив при этом шесть вражеских батальонов и освободив два концентрационных лагеря с советскими военнопленными.
Указом Президиума Верховного Совета СССР от 27 июня 1945 года за образцовое выполнение боевых заданий командования на фронте борьбы с немецко-фашистскими захватчиками и проявленные при этом мужество и героизм гвардии полковнику Белых Иосифу Назаровичу присвоено звание Героя Советского Союза с вручением ордена Ленина и медали «Золотая Звезда» (№ 8761).
После войны И. Н. Белых продолжал службу в армии. С 1959 года гвардии полковник Белых И. Н. — в отставке.
Жил в районном центре Александровское Ставропольского края. Скончался 18 июля 1959 года. Похоронен в Краснодаре на Всесвятском кладбище.

## Награды
- 3 ордена Ленина (23.09.1944, 21.02.1945, 27.06.1945[1])
- 3 ордена Красного Знамени (14.03.1938, 20.09.1944, 3.11.1944[1])
- Орден Суворова 3-й степени (21.11.1943[1])
- Орден Отечественной войны 1-й степени (24.01.1943[1])
- Орден Красной Звезды (12.11.1941[1])
- Медаль «XX лет Рабоче-Крестьянской Красной Армии» (28.02.1938[1])
- Медаль «За оборону Москвы» (1.05.1944[1])